# Bangana tonkinensis
Bangana tonkinensis és una espècie de peix cipriniforme de la família dels ciprínids que es troba al Vietnam i a la Xina (Yunnan).